# 澳門社區發展新動力
澳門社區發展新動力（葡萄牙語：Iniciativa de Desenvolvimento Comunitário de Macau），簡稱社區新動力，為新澳門學社創社人之一湯家耀於2015年7月開始籌組建立的澳門自由開放陣營政黨。同年9月3日正式成立。

## 參與議會選舉
在2017年澳門立法會選舉，吳國昌與區錦新最後一次以第一候選人身份參選立法會，兩人分別以「民主昌澳門」和「民主新動力」的第一候選人身份出選，區錦新和吳國昌分別以11,381票以及10,080票連任。
而於2021年澳門立法會選舉，組織應只以「民主昌澳門」提名委員會競逐議席，區錦新表態決定不參選，而吳國昌僅以第二候選人身份參選，並以新澳門學社前理事長鄭明軒作為第一候選人，所提交的候選人名單中，包括梁博文及吳國昌夫人江洵美等。惟監事長周銹芳及理事長李漫洲，則另組「博彩新澳門」組別參選。但最後無論是「民主昌」團隊或「博彩新」團隊，最後均被當局以「不效忠基本法」等理由，而取消參選資格，翌年組織停止活動。
| 選舉年份 | 民選得票 | 得票率 | 參選名單數 | 參選名義               | 所得議席 |
| -------- | -------- | ------ | ---------- | ---------------------- | -------- |
| 2017     | 21,461   | 12.34% | 2          | 民主昌澳門、民主新動力 | 2        |
| 2021     | 0        | 0%     | 0          | 民主昌澳門             | 0        |

## 領導機構
第四屆（2021-2022）

### 會員大會
主席
- 吳國昌

副主席
- 區錦新

秘書
- 李宇新

### 理事會
理事長
- 區錦新

副理事長
- 李漫洲
- 梁博文
- 陳國成
- 梁偉生
- 梁少鳳

理事
- 湯家耀
- 區錦明
- 胡華賢
- 楊晚亭
- 羅全勝
- 林永銳
- 陳華強
- 吳少洪

### 監事會
監事長
- 周銹芳

監事
- 鄒有安

監事(兼任秘書)
- 李壯

### 其他會員
其他知名會員包括陳華強（與委任立法議員非同一人）、馮家亮、鄭妙珊、江洵美、張榮發、楊晚亭等。

## 社區行動

### 2018年
- 6月16日 –6.16大遊行——反對澳門政府修改道路交通法，駕照互認
- 4月25-27日 –反對駕照互認街站收集簽名運動——反對澳門政府與內地簽署駕照互認協議，遏止過界司機

### 2017年
- 9月4日 – 撐UBER大遊行——打破壟斷、引入競爭、面向市民、優化服務（聲明／東網／東方日報／蘋果日報／世界新聞網）
- 7月26日 – 檢舉工務局及運輸工務司司長未依法收回15幅臨時批租期已屆滿的土地
- 7月15日 – 就廉署公布的益隆炮竹廠換地調查報告，向檢察院檢舉前行政長官、前運輸工務司司長及前工務局局長（檢舉書／論盡媒體／東網／澳門日報）
- 4月10日 – 與「我地規劃」等九團體共同發起「守護路環」聯署行動，向行政長官遞信，要求工務局停止對路環疊石塘山百米高樓項目發出工程准照，並由城規會重新審議規劃條件圖，同時要求政府交代該地段街道準線圖一再放高的原因，公佈環評報告（澳門日報）
- 1月7日 – 向檢察院檢舉工務當局在土地管理方面行政上的不作為（檢舉書／澳門日報）

### 2016年
- 12月20日 – 爭民主、護民生、增公屋、保安居大遊行（致行政長官請願信）（論盡媒體／澳門日報）丨
- 12月6日 –聯同吳國昌區錦新議員辦事處在石排灣業興大廈舉辦社區講場，主題為「樓宇管理誰話事」
- 11月9日－就工務當局關於南灣湖18幅閒置土地的作為和不作為向檢察院和廉政公署作檢舉（澳門日報／市民日報／濠江日報／澳亞衛視）
- 10月21日－西灣湖歷史文化行（澳門電台／濠江日報／市民日報）
- 10月18日－收回閒地、增建經屋、計分排序、輪候有期大遊行（遊行訴求新聞稿／致行政長官請願信）（澳門電台／論盡媒體／東網／澳門日報／市民日報／力報／星報／澳亞衛視／太陽報／成報／網上電台）
- 10月8-15日－協助吳國昌區錦新議員辦事處舉辦民主廣場共四場（市民日報）
- 5月15日 – 參與15團體發起的「回水一億大遊行」

## 刊物及網絡電台
《民主派》，不定期出版，至2017年10月止共印有7期。

## 外部連結
- 澳門社區發展新動力的Facebook專頁
- 官方网站（繁體中文）